# Корьречка
Корьречка (устар. Карьречка) — река в России, протекает по Вытегорскому району Вологодской области и Каргопольскому району Архангельской области. Правый приток реки Калмы.

## География
Корьречка берёт начало в болотах на северо-западе Вологодской области неподалёку от озера Мергозеро. Устье реки находится в 30 км по правому берегу реки Калма. Длина реки составляет 10 км, из них 5 — в Вологодской области. Нижнее течение реки находится на территории Каргопольского района Архангельской области.

## Данные водного реестра
По данным государственного водного реестра России относится к Балтийскому бассейновому округу, водохозяйственный участок реки — Водла, речной подбассейн реки — Свирь (включая реки бассейна Онежского озера). Относится к речному бассейну реки Нева (включая бассейны рек Онежского и Ладожского озера).
Код объекта в государственном водном реестре — 01040100412102000016722.

## Топографическая карта
- Лист карты P-37-19,20 Ковкула. Масштаб: 1 : 100 000. Состояние местности на 1982 год. Издание 1987 г.